# Лахад-Дату (округ)

Карта округу Лахад-Дату

5°02′ пн. ш. 118°20′ сх. д. / 5.03° пн. ш. 118.34° сх. д.
Округ Лахад-Дату (малай. Daerah Lahad Datu) — адміністративний округ у малайзійському штаті Сабах, частина області Тавау. Адміністративним центром округу є місто Лахад-Дату .

## Етимологія
Слово «Lahad-Datu» походить з мови баджау — «Lahad» означає місце, а «Datu» означає гідність певних людей за часів султанату. Назва місця походить від міграції Дату-Дату з султанату Сулу на чолі з Дату Путі після передачі цієї території султанатом Бруней Сулу після громадянської війни в Брунеї.

## Історія
Після придбання цієї території компанією North Borneo Chartered Company було засновано округ Лахад-Дату, який згодом став основним виробником тютюну для компанії, а також кокосових плантацій для виробництва копри.
11 лютого 2013 року кілька озброєних філіппінських прихильників відновлення султанату Сулу, які називають себе Королівськими силами безпеки султанату Сулу і Північного Борнео, прибули в район Лахад-Дату і зайняли село Тандуо. Їх надіслав Джамалул Кірам III, претендент на престол султанату. Його заявленою метою є відстоювання територіальних претензій Філіппін на східний Сабах у рамках суперечки щодо Північного Борнео. У відповідь малазійські сили безпеки оточили село. Після кількох переговорів з угрупованням урядів Філіппін і Малайзії щодо досягнення мирного рішення не увінчалися успіхом, протистояння переросло у збройний конфлікт, який завершився загибеллю 56 послідовників самопроголошеного Султанату та захопленням інших військами Малайзії. Також під час конфлікту загинули 10 малазійських військових, а також ще шість мирних жителів.

## Демографія
За даними перепису населення 2010 року, населення округу Лахад-Дату оцінюється у 199 830 осіб. Як і в інших районах Сабаху, існує значна кількість нелегальних мігрантів із сусідніх південних Філіппін, головним чином з архіпелагу Сулу та Мінданао, багато з яких не включені в статистику населення.

## Туризм
Район має кілька туристичних визначних пам'яток, зокрема заповідник долини Данум, заповідник дикої природи Табін і печеру Мадай.